# Stinatz
Stinatz est une commune autrichienne du district de Güssing dans le Burgenland.